# George F. Vande Woude

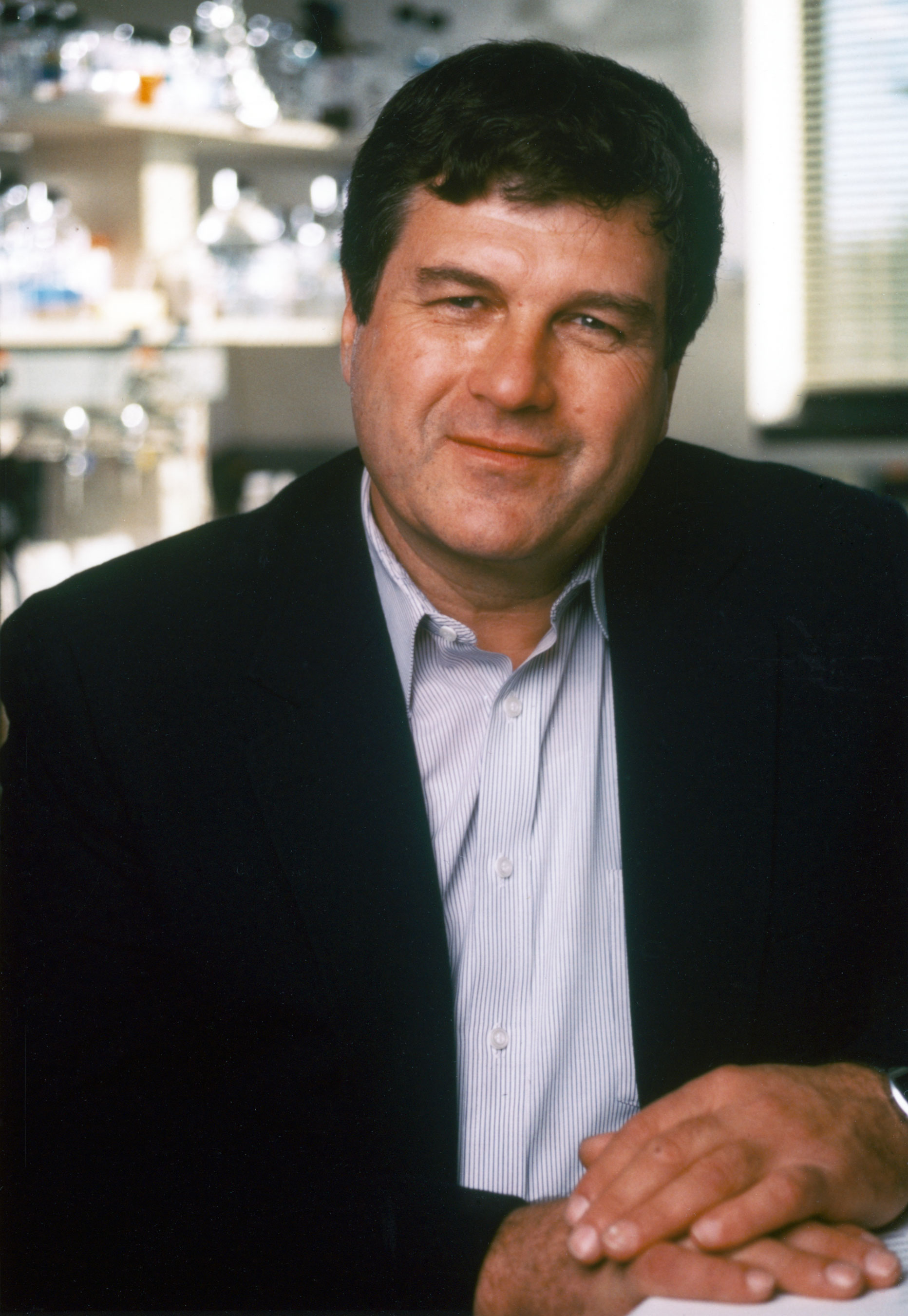
George F. Vande Woude (1987)

George F. Vande Woude (* 25. Dezember 1935 in New York City; † 13. April 2021 in Grand Rapids, Minnesota) war ein US-amerikanischer Molekularbiologe und Biochemiker in der Krebsforschung. Er konnte zur Aufklärung der molekularen Grundlagen von maligner Transformation, Karzinogenese und Bildung von Metastasen beitragen. Seine Forschung konzentrierte sich auf die Funktion zweier Genprodukte von Protoonkogenen: c-Met-Rezeptor-Tyrosinkinase und ihr Ligand Hepatozyten-Wachstumsfaktor sowie die Mos-Serin/Threonin-Kinase. In einem Nachruf in der Fachzeitschrift PNAS heißt es, er war „einer der ersten Wissenschaftler, der die molekularen Grundlagen von Krebs untersucht hat.“
Vande Woude erwarb sowohl den Master (1962) als auch einen Ph.D. (1964) an der Rutgers University. Als Postdoktorand arbeitete er am Plum Island Animal Disease Center, einer Forschungseinrichtung des Landwirtschaftsministeriums der Vereinigten Staaten. Ab 1972 arbeitete er für das National Cancer Institute (NCI) als Leiter der Abteilung für Biochemie der Onkoviren. 1983 wurde er Direktor des Programms für Grundlagenforschung am Frederick Cancer Research and Development Center des NCI. Ab 1995 war er zusätzlich Berater, dann Direktor des Gesamtprogramms für Grundlagenforschung am NCI. 1999 wurde er Gründungsdirektor des Van Andel Research Institute in Grand Rapids, Michigan. 2009 trat er vom Posten als Direktor zurück, behielt aber die Leitung der dortigen Abteilung für molekulare Onkologie.
1989 erhielt Vande Woude den Pasarow Award für Krebsforschung. 1993 wurde er zum Mitglied der National Academy of Sciences gewählt, 2006 der American Academy of Arts and Sciences und 2013 zum Fellow der American Association for the Advancement of Science.
Vande Woude gehörte zu den Herausgebern von Oncogene und Advances in Cancer Research. Er selbst veröffentlichte mehr als 300 wissenschaftliche Publikationen.
George Vande Woude war seit 1959 mit Dorothy Stapel verheiratet. Das Paar hatte vier Töchter. Er starb an den Folgen einer Parkinson-Erkrankung.